# Las ratas
Pour plus de détails, voir Fiche technique et Distribution.
Las ratas est un film espagnol réalisé par Antonio Giménez Rico, sorti en 1997.

## Synopsis
Dans les années 1950, El Nini vit avec son père dans une grotte, dans la Castille rurale, en proie à la pauvreté.

## Fiche technique
- Titre : Las ratas
- Réalisation : Antonio Giménez Rico
- Scénario : Antonio Giménez Rico d'après le roman de Miguel Delibes
- Photographie : Teo Escamilla
- Montage : Miguel González Sinde
- Pays :  Espagne
- Genre : Drame
- Durée : 97 minutes
- Dates de sortie : 
  -  Espagne : 24 octobre 1997 (festival international du film de Valladolid)

## Distribution
- José Caride : El Ratero
- Álvaro Monje : El Nini
- Francisco Algora : Antoliano
- Concha Gómez Conde : Mme. Clo
- Paloma Paso Jardiel : Columba
- Juan Jesús Valverde : Justo
- Esperanza Alonso : Simeona
- José Conde : Luis
- Luis Perezagua : José Luis
- Joaquín Hinojosa : le braconnier
- Susi Sánchez : Mme. Resu
- Jorge Merino : Malvino
- Lucas Rodríguez : le père Ciro
- Ángel Terrón : le centenaire
- Paulino Antón Castrillo : El Mudo
- Enrique Menéndez
- Fernando Ransanz
- Abel Vitón

## Distinctions
Le film a été nommé au prix Goya du meilleur acteur dans un second rôle.